# 戈登·赖特
戈登·赖特（英語：Gordon Wright，1884年10月3日—1947年6月5日），英国男子足球运动员。他曾代表英国国家队参加1912年夏季奥林匹克运动会足球比赛，获得一枚金牌。他也曾入选1908年夏季奥林匹克运动会英国男子足球队阵容，但并未上场参赛。